# Centaurea macrocephala
Centaurea macrocephala es una especie  de la familia de las asteráceas. 

## Descripción
Con un follaje parecido al del diente de león, esta especie vivaz es originaria de los campos subalpinos de Armenia y zonas cercanas de Turquía. Los robustos y frondosos tallos, de hasta 1 m, portan en verano cabezuelas amarillas de unos 5 cm de diámetro con una base mazuda de relucientes brácteas marrones.

## Taxonomía
Centaurea macrocephala fue descrita por  Muss.Puschk. ex Willd. y publicado en Species Plantarum. Editio quarta 3(3): 2298–2299. 1803.
Etimología
Centaurea: nombre genérico que procede del Griego kentauros, hombres-caballos que conocían las propiedades de las plantas medicinales.
macrocephala: epíteto latino que significa "de gran cabeza".
Sinonimia
- Grossheimia macrocephala (Muss.Puschk. ex Willd.) Sosn. & Takht.[3]